# Lillkyrka församling, Uppsala stift
Lillkyrka församling var en församling i Uppsala stift och i Enköpings kommun i Uppsala län. Församlingen uppgick 2006 i Boglösa församling.

## Administrativ historik
Församlingen har medeltida ursprung. 
Församlingen var på medeltiden moderförsamling i pastoratet Lillkyrka och Arnö, för att därefter till 1962 vara moderförsamling i pastoratet Lillkyrka och Boglösa som 1943 utökades med Vallby församling. Från 1962 till 2006 var församlingen annexförsamling i pastoratet Veckholm, Kungs-Husby, Torsvi, Lillkyrka, Boglösa och Vallby. Församlingen uppgick 2006 i Boglösa församling.

## Kyrkor
- Lillkyrka kyrka, Uppland